# Metriopelia melanoptera
Rolinha-d'asa-preta ou rolinha-de-asa-negra (Metriopelia melanoptera) é uma espécie de ave da família Columbidae.
Pode ser encontrada nos seguintes países: Argentina, Bolívia, Chile, Colômbia, Equador e Peru.
Os seus habitats naturais são: regiões subtropicais ou tropicais húmidas de alta altitude e matagal tropical ou subtropical de alta altitude.